# کامپوزیت‌های دندانی
یکی از روش های دندانپزشکی ترمیمی، کامپوزیت کردن دندان است.

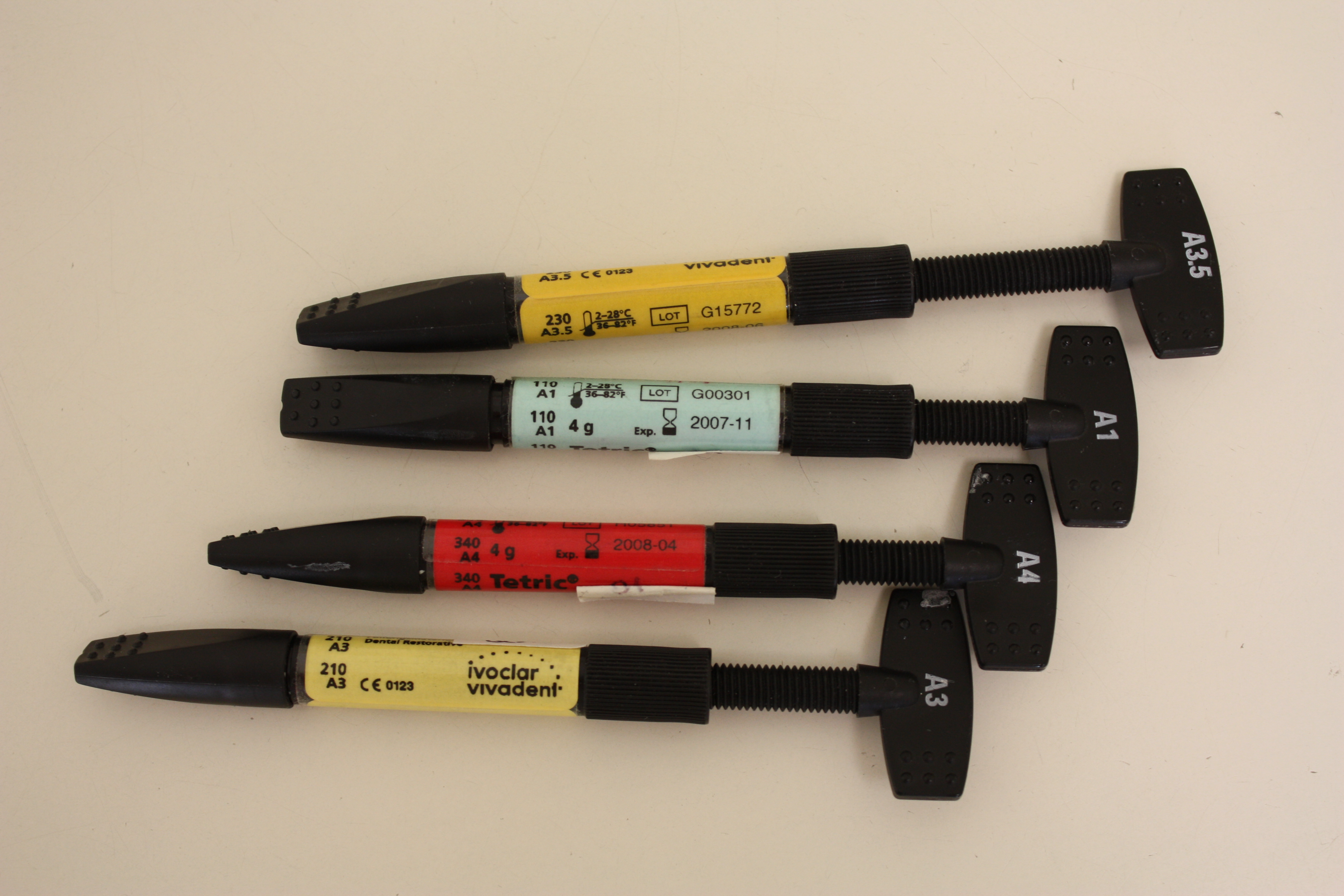
کامپوزیت‌های دندانی آماده مصرف

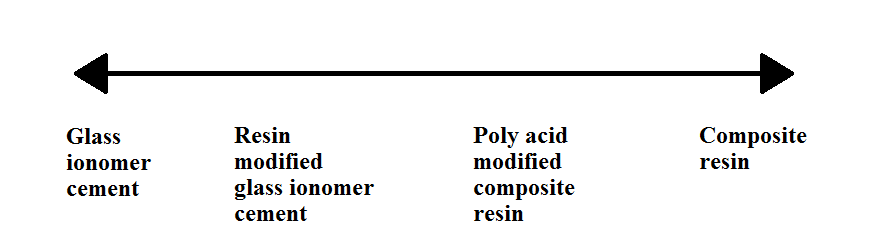
سیمان‌های گلس ایونومر - طیف کامپوزیت‌های پایه رزین و مواد ترمیم کننده مورد استفاده در دندانپزشکی. (به سمت انتهای طیف GIC)، افزایش آزاد شدن فلوراید و افزایش محتوای اسید پایه؛ نسبت به انتهای طیف کامپوزیت رزین، درصد افزایش فعالیت نور و افزایش استحکام خمشی وجود دارد.

کامپوزیت‌ دندان ("کامپوزیت‌های پایه رزین" یا به عبارت ساده‌تر "پرکننده‌های بر پایه رزین") دسته ای از رزین‌های مصنوعی هستند که در دندان پزشکی به عنوان ماده مستحکم‌کننده یا چسب استفاده می‌شوند. رزین‌های کامپوزیتی دندان دارای خواص مطلوبی هستند که با توجه به ویژگی‌های خاص حفره دندانی بیمار می‌توانند استفاده شوند. این دسته از کامپوزیت‌ها به دلیل داشتن ویژگی‌های میکرو مکانیکی مناسب برای پر کردن حفره‌های کوچک که در آن پر کننده‌های آمالگام به اندازه کافی مؤثر نیست (به علت خواص ماکرو مکانیکی آمالگام) استفاده کرد. . رزین‌های مصنوعی به عنوان مواد ترمیم‌کننده تکامل یافته‌اند، زیرا آن‌ها غیرقابل حل هستند، ظاهر خوبی برای دندان ایجا می‌کنند، نسبت به هیدرولیز حساس نیستند، و نیز به راحتی شکل‌دهی می‌شوندو به اندازه کافی ارزان هستند. رزین‌های کامپوزیتی اغلب از Bis-GMA و دیگر مونومرهای دی متاکریلات (TEGMA, UDMA, HDDMA)، و نیز مواد پرکننده مانند سیلیکا و یک مادهٔ شروع‌کننده واکنش (که با نور فعال می‌شود) مثل Dimethylglyoxime تشکیل می‌شوند. مجموعهٔ این ترکیبات به منظور رسیدن به خواص فیزیکی و شیمیایی معینی تهیه می‌شوند. به منظور رسیدن به خواص مد نظر دندان پزشک می‌توان درصد ترکیبات را تغییر داد.
بسیاری از مطالعات میزان پایداری ترمیم کننده‌های کامپوزیتی پایه رزین را با میزان پایداری ترمیم کننده‌های آمالگام نقره - جیوه مقایسه کرده‌اند. بسته به مهارت دندانپزشک، مشخصات حفر دندانی بیمار و نوع و مکان آسیب، میزان ماندگاری ترمیم کننده‌های کامپوزیتی می‌تواند طول عمر مشابه با آمالگام داشته باشد. (نگاه کنید به طول عمر و عملکرد بالینی) در مقایسه با آمالگام، ظاهر ترمیم کننده‌های کامپوزیتی پایه رزین بسیار بهتراست.

## تاریخچه
به‌طور سنتی کامپوزیت‌های مبتنی بر رزین توسط واکنش شیمیایی پلیمریزاسیون بین دو مخلوط خمیری تهیه می‌شوند. یک مخلوط خمیری حاوی یک فعال‌کننده و یک آغازکننده واکنش (بنزوئیل پراکسید) است. برای غلبه بر معایب این روش، مانند ماندگاری کوتاه مدت، کامپوزیت رزین‌هایی در دهه ۱۹۷۰ معرفی شدند که با نور واکنش می‌دهند. برای اولین بار به منظور شروع واکنش‌ها، از نور فرابنفش استفاده می‌کردند، اما این روش دارای عمق درمان محدود بود و اثرات نامطلوبی برای بیماران و پزشکان داشت. به همین دلیل، مدتی بعد به منظور انجام واکنش پلیمریزاسیون مناسب بین ترکیبات کامپوزیتی استفاده از نور مرئی جای گزین نور فرابنفش شد.

## دوره سنتی
در اواخر دهه ۱۹۶۰، رزین‌های کامپوزیتی به عنوان جایگزینی برای سیلیکات‌ها و رزین‌های غیرمجاز معرفی شدند که اغلب توسط پزشکان در آن زمان مورد استفاده قرار می‌گرفت. رزین‌های کامپوزیتی ویژگی‌های برتر را نشان می‌دهند که خواص مکانیکی آن‌ها نسبت به سیلیکات‌ها و رزین‌های غیرمستقیم بهتر است. رزین‌های کامپوزیت نیز مفید بوده‌اند که رزین در شکل ریز ارائه می‌شود و با استفاده از روش فشار یا اندازه‌گیری انبوه، دستکاری بالینی را تسهیل می‌کند. گسل‌های رزین‌های کامپوزیتی در این زمان این بود که آن‌ها ظاهر ضعیف، سازگاری ناقص ضعیف، مشکلات با پرداخت، سختی چسبیده به سطح دندان و گاهی از دست دادن فرم تشریحی بود.

## دوره پرکننده‌های میکرو
در سال ۱۹۷۸، سیستم‌های مختلف پرکننده‌های در سایز میکرو در بازار اروپا معرفی شدند. این رزین‌های کامپوزیت بسیار پر طرفدار بودند، در حالی که این پرکننده‌ها در طول مدت مصرف پایداری خوب و سطح صاف و صیقلی مناسبی داشتند. این رزین‌های کامپوزیتی همچنین دارای پایداری رنگی بالاتر و مقاومت بیشتری نسبت به کامپوزیت‌های معمولی بودند و اثربخشی بالینی بهتری برای بیمار ارائه می‌کردند. با این حال، تحقیقات بیشتر نشان می‌دهد در طول زمان، میکرو ترک روی سطح این دسته از کامپوزیت‌ها ایجاد می‌شود و که موجب ضعف عملکرد آن‌ها نیز خوردگی حاشیه کامپوزیت‌ها می‌شود. در سال ۱۹۸۱، کامپوزیت‌های میکرو در زمینه‌های ذکر شده پیشرفت‌های قابل توجهی یافتند. پس از تحقیقات بیشتر تصمیم گرفته شد که این نوع کامپوزیت بتواند برای اکثر ترمیم‌ها مورد استفاده قرار گیرد و با استفاده از تکنیک اسید اچ و باندینگ بکار گرفته شد.

## دوره پرکننده‌های ترکیبی
ترکیبات ترکیبی در دهه ۱۹۸۰ معرفی شدند و معمولاً به عنوان سیمانهای آینومر شیشه ای اصلاح شده با رزین (RMGICs) شناخته می‌شوند. این ماده شامل یک پودر حاوی شیشه فلوئورو آلومینوسیلیکات رادیواکتیو و یک مایع جهت انجام عکسبرداری است که در بطری یا کپسول تیره نگهداری می‌شود. این مواد کامپوزیتی به تنهایی برای حفره‌های کلاس II مورد استفاده مناسب نبودند. RMGICها می‌توانند جایگزین این ترکیبات شوند. این مخلوط یا رزین و شیشه آینومرها اجازه می‌دهند تا مواد را با فعال سازی نور (رزین) تنظیم کنید، کهپایداری طولانی مدت تری را ارائه می‌دهند همچنین این ترکیبات دارای سیمان گلس آینومر آزادکننده فلوراید نیز هستند و خاصیت چسبندگی بهتری به دندان نیز دارد. در حال حاضر RMGICها بیش از GICهای سنتی برای پر کردن حفره‌های دندانی توصیه می‌شود تفاوت زیادی بین ترکیبات کامپوزیتی اولیه و جدید وجود دارد.
در ابتدا، ترمیم کننده‌های  کامپوزیتی رزین در دندانپزشکی به علت مقاومت فشاری ضعیف، بسیار شکننده بودند. در دهه ۱۹۹۰ و ۲۰۰۰، این کامپوزیت‌ها به میزان قابل توجهی در تحمل استحکام فشاری بهبود یافت و قابلیت استفاده در دندان‌های خلفی را پیدا کردند. کافی بود.

## روش استفاده و کاربردهای کلینیکی
امروزه رزین‌های کامپوزیتی دارای انقباض ناشی از پلیمریزاسیون کمتر و انقباض ناشی از ضریب هدایت حرارتی کمتری است که اجازه می‌دهد تا آن‌ها را به صورت انبوه در حالی که سازگاری خوبی نیز با دیواره حفره دندانی دارد. قرار دادن کامپوزیت در حفره دندانی نیازمند توجه دقیق به روش مصرف است که در صورت عدم توجه و جای گذاری نامناسب ممکن است به زودی عملکرد مناسب آن از بین برود. دندان باید در هنگام قرار دادن کامپوزیت‌ها کاملاً خشک شود که در غیر این صورت احتمالاً رزین به دندان متصل نخواهد شد.  کامپوزیت‌ها در حالی که هنوز در یک حالت نرم و خمیر مانند هستند قرار می‌گیرد، اما زمانی که در معرض نور با یک طول موج مشخص آبی (به‌طور معمول 470)، قرار می‌گیرند پلیمریزه می‌شوند و در محل سخت می‌گیرند (برای اطلاعات بیشتر، رزین‌های نوری را ببینید). استفاده از نور به منظور سخت کردن کامپوزیت‌ها با یک چالش رو به روست و آن این است که عمق نفوذ نور بیش از ۲–۳ میلی‌متر نیست و این یعنی کل کامپوزیت در معرض تابش نور قرار نمی‌گیرند و سخت نمی‌شوند. بخشی از کامپوزیت که نور نمی‌بیند و نرم باقی می‌ماند در واقع پلیمریزه نمی‌شود و در نهایت موجب آزاد شدن مونومرها می‌شود که سمیت دارد و نیز ممکن است باعث ضعف عملکرد مکانیکی کامپوزیت شود. دندانپزشک باید کامپوزیت را در یک حفره عمیق دندانی به میزان قابل توجهی جای دهد، هربار پس از ۲–۳ میلی‌متر جلو رفتن تابش نور را انجام دهد و این فرایند را هربار تکرار کند. میزان ضخامت کامپوزیت قرار داده شده بسیار مهم است مثلاً اگر بسیار ضخیم باشد باعث ایجاد حساسیت در حین جویدن می‌شود. کامپوزیت پس از قرار گرفتن در محل باید به راحتی توسط بیمار تحمل شود و حساسیت ایجاد نکندو نیز پایداری طولانی مدت داشته باشد و به میزان حداقل ده سال در حفره دندانی باقی بماند.
مطلوب‌ترین سطح اصلاح شده این دسته از کامپوزیت‌ها از طریق اکسید آلومینیوم تهیه می‌شود. به‌طور کلاسیک، آماده‌سازی کامپوزیتهای کلاس III نیازمند داشتن نقاطی داخل حفره دندانی است که آن را حفظ کند. برای قرار دادن رزین کامپوزیتی از یک سرنگ استفاده می‌شود که امکان نفوذ هوا در هنگام جای گذاری به حداقل برسد. امروزه تکنیک‌های مصرف بسیار متفاوت هستند، اما دراواخر دهه ۱۹۹۰ افزایش قابل توجهی در قدرت پیوند ایجاد شده بین ترکیبات کامپوزیت به وجود آمد. آغازگرها اجازه می‌دهند که فیبرهای کلاژن داخل حفره دندانی به رزین بچسبند و موجب پیوند فیزیکی و شیمیایی پرکننده‌های دندانی می‌شوند. در واقع، استفاده از کامپوزیت در دندانپزشکی بسیار بحث‌برانگیز بود، تا زمانی که تکنولوژی پرایمر در اواسط تا اواخر دهه ۱۹۹۰ معرفی شد. به منظور بهبود ظاهر دندان کامپوزیت شده حاشیهٔ مینای دندان باید توسط اسیدفسفریک اصلاح شود. روش صحیح اچینگ مینا قبل از قرار دادن کامپوزیت رزین شامل اچینگ با اسید فسفریک ۳۰٪ -۵۰٪ و شستشوی کامل با آب و خشک کردن با هوا است. در تهیه یک حفره برای ترمیم با رزین کامپوزیت همراه با روش اسیداچ، تمام زاویه‌های حفره مینای دندان باید زاویه‌های ناهموار باشد. موارد منع مصرف برای کامپوزیت شامل پوشش و اکسید روی اوژنول است. رزین‌های کامپوزیتی برای ترمیم حفره‌های کلاس II به دلیل سایش بیش از حد در فواصل بین دندانی در دهه ۱۹۸۰ و اوایل دهه ۱۹۹۰ رد شدند. تکنیک‌های پیوند مدرن و عدم محبوبیت پرکننده‌های پایه مواد آمالگام باعث شد که کامپوزیت‌ها برای ترمیم‌های حفره‌های دندانی کلاس II محبوب تر شوند. با توجه به نظرات کارشناسان در طول دوره‌های مختلف کامپوزیت هابه دلیل ماندگاری و پایداری شیمیایی بالاتر و عدم سایش و نیز خواص فیزیکی مطلوبی که دارندبرای حفره‌های دندانی کلاس دو بسیار مناسب هستند. این که مواد کامپوزیت تا چه میزان ماندگاری دارند یا خواص نشت و حساسیت ایجاد شده در طی زمان توسط آن‌ها در مقایسه با ترمیم کننده‌های آمالگام برای حفره‌های دندانی کلاس IIبه چه میزان است در سال ۲۰۰۸ مورد بررسی قرار گرفت.

## ترکیبات

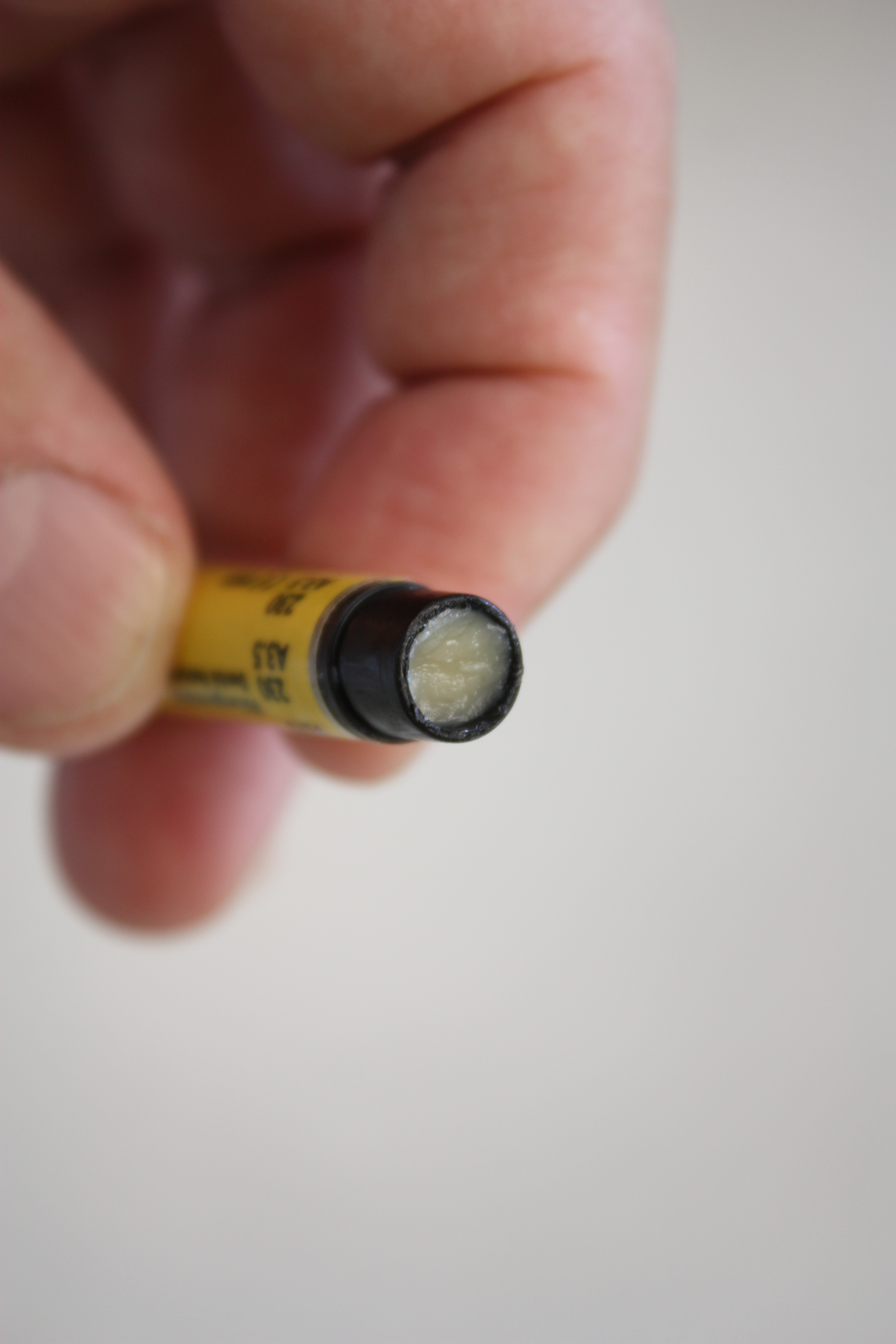
کامپوزیت‌های دندانی پایه رزین

مثل سایر مواد کامپوزیتی، یک کامپوزیت دندانی معمولاً شامل یک ماتریکس الیگومر بر پایه رزین است، مانند بیسفنول A-گلیسیدیل متاکریلات (BISGMA)، یورتان دی متیکریلات (UDMA) یا پلیکررم نیمه کریستالی (PEX) و یک پرکننده معدنی مانند سیلیکون دی‌اکسید (سیلیس). بدون یک پرکننده، رزین به راحتی دچار سایش می‌شود، به سرعت منقبض می‌شود و در اثر گرم شدن ترکیباتش آزاد می‌شود. ترکیباتاین دسته از کامپوزیت‌ها بسیار گسترده‌است اما به‌طور کلی از یک ماتریکس بر پایه رزین تشکیل می‌شود که با انواع مختلفی از پرکننده هایشیشه سرامیک و شیشه مهندسی می‌شود. . پرکنندها باعث می‌شوند ترکیبات کامپوزیتی مستحم تر باشند انقباض کمتری داشته باشند و رنگ بهتری داشته باشندکاهش انحلال پلیمریزاسیون، شفافیت بهتر و نیز میزان حرارت آزاد شده در هنگام عمل پلیمریزاسیون را کاهش می‌دهند. با این وجود، افزودن میزان بیشتری از پرکننده‌ها به ترکیبات کامپوزیت باعث افزایش میزان مدول الاستیک آن‌ها و شکننده تر بودن آن‌ها می‌شود. پرکننده‌های شیشه ای در ترکیبات مختلف به کامپوزیت‌های دندانی اضافه می‌شود که خواص نوری و مکانیکی آن‌ها را بهبود می‌دهد. پرکننده‌های سرامیکی شامل زیرکونیا-سیلیکا و اکسید زیرکونیوم هستند.
ماتریسهایی نظیر BisHPPP و BBP که در دسته BiSGMA قرار دارند، باعث افزایش پوسیدگی دندان و تجمع باکتری‌ها در فاصله بین دندان و کامپوزیت می‌شود. BisHPPP و BBP سبب افزایش گلیکوزیلت ransferase در باکتری S. mutans می‌شود که باعث افزایش تولید گلوکان‌های چسبنده ای می‌شود که باعث می‌شوند سلول‌های ماتان به دندان‌ها متصل شوند. در نتیجه این اتفاق یک بیوفیلم از باکتری‌ها در حدفاصل بین کامپوزیت و دندان تشکیل می‌شود. فعالیت کریوژنیک باکتری با غلظت مواد ماتریکس افزایش می‌یابد. به علاوه نشان داده شده‌است که BisHPPP برای تنظیم ژن‌های باکتریایی، موجب ساختن باکتری‌های بیشتری می‌شود، بنابراین می‌تواند طول عمر کامپوزیت‌های دندانی را کاهش بدهد. محققان در حال بررسی نیاز به مواد جدید کامپوزیتی هستند که از محصولات کائیزیونیک موجود در رزین کامپوزیت و چسب‌های جهانی استفاده می‌کنند.
یک عامل اتصال دهنده از جمله سیلان به منظور ایجاد پیوند بهتر بین بخش معدنی و آلی یک کامپوزیت دندانی به ترکیبات آن اضافه می‌شود. یک آغازکننده (مانند: کامفوروینون (CQ)، فنیل پروپاندیون (PPD) یا لوکوریین (TPO)) واکنش پلیمریزاسیون رزین‌ها را شروع می‌کند که با تابش نور آبی فعال می‌شود. مواد افزودنی مختلف می‌توانند میزان واکنش را کنترل کنند.

### انواع پرکننده‌ها و اندازه ذرات
پرکننده رزین می‌تواند از شیشه یا سرامیک ساخته شود. پرکننده‌های شیشه معمولاً از سیلیس بلوری، دی‌اکسید سیلیکون، شیشه لیتیوم / باریم آلومینیوم و شیشه بوروسیلیکات حاوی روی / استرانتیوم / لیتیم ساخته می‌شوند. پرکننده‌های سرامیکی از زیرکونیا سیلیکا یا اکسید زیرکونیوم ساخته می‌شوند.
بر اساس اندازه ذرات و اشکال آن‌ها می‌توان پرکننده‌ها را به ترتیب زیر تقسیم‌بندی کرد:

#### پرکننده سایز ماکرو
پرکننده‌های سایز میکرو دارای اندازه ذرات در حدود ۵ تا ۱۰ μm است. آن‌ها دارای مقاومت مکانیکی خوبی هستند اما مقاومت کمتری در برابر سایش نشان می‌دهند. در مراحل نهایی ترمیم دندان، پولیش کاری سطح کامپوزیت به سختی انجام می‌شود و بنابراین سطح آن زبر باقی می‌ماند که مستعد ایجاد پلاک می‌شود

#### پرکننده سایز میکرو
پرکننده‌های میکرو از سیلیس‌های کلوئیدی با اندازه ذرات ۰٫۴ μm ساخته شده‌اند. رزین‌های با این نوع پرکننده سایز میکرو، نسبت به ماکرو، راحتتر پولیش کاری می‌شود. با این حال، خواص مکانیکی آن به عنوان پرکننده کمتر از معمول است (مقاومت ۴۰–۴۵٪ نسبت به وزن آن). بنابراین، برای شرایط تحمل بار مناسب نیست و همچنین مقاومت سایشی کمی نیز دارد.

#### پرکننده‌های ترکیبی
پرکننده ترکیبی حاوی ذرات با اندازه‌های مختلف هستند که ۷۵–۸۵٪ وزن کامپوزیت را تشکیل می‌دهند. در واقع این دسته از پرکننده‌ها به این منظور طراحی شدند که همه خواص مطلوب پرکننده‌های سایز ماکرو و میکرو را با هم داشته باشند. رزین‌های پرکننده هیبریدی باعث کاهش هدایت حرارتی و مقاومت مکانیکی بالاتر می‌شوند. با این حال، به دلیل حجم بزرگ مونومر رقیق‌کننده که ویسکوزیته رزین را کنترل می‌کند، انقباض پلیمریزاسیون بالاتر است.

#### پرکننده سایز نانو
کامپوزیت‌های سایز نانو دارای اندازه ذرات 20-70 Nmاست. نانوذرات از واحدهای نانوساختار تشکیل شده و به عنوان واحد واحد عمل می‌کنند. آن‌ها دارای قدرت مکانیکی بالا مشابه مواد هیبریدی هستندو نیز مقاومت در برابر سایشخوبی دارند و به راحتی جلا داده می‌شوند. با این حال، رزین‌های سایز نانو با توجه به سطح ویژه بالا و حجم زیادی که دارند، به راحتی داخل حفره دندان قرار نمی‌گیرند.

#### پرکننده بالک
پرکننده بالک یا فله از ذرات سیلیس و زیرکونیوم آگلومره نشده تشکیل شده‌است. این پرکننده‌ها شامل ذرات نانوهیبرید با نسب وزنی ۷۷ درصد هستند. در واقع این دسته از کامپوزیت‌ها به این دلیل طراحی شده‌اند که مراحل کلینیکی مصرف را ساده‌تر و کمتر کنند و نیز فعالیت نوری آن‌ها را در عمق ۴–۵ میلی‌متر ممکن سازند و تنش‌های ناشی از ماندگاری طولانی مدت در دندان را کاهش دهند. متأسفانه، این دسته از کامپوزیت‌ها تحمل فشاری بالایی ندارند و نسبت به سایر مواد نسبت به سایش مقاومت خوبی ندارند.

## معایب
- انقباض کامپوزیت و پوسیدگی ثانویه: در گذشته، رزین‌های کامپوزیت در طول درمان، کاهش قابل ملاحظه ای در سایز داشتند یا به عبارتی دچار انقباض می‌شدند، که منجر به اتصال باند ضعیف بین ترکیبات می‌شد.[۱۲] در مطالعه ای در این باره ۱۷۴۸ ترمیم دندان، خطر پوسیدگی ثانویه در گروه کامپوزیت ۳٫۵ برابر خطر پوسیدگی ثانویه در گروه آمالگام بود.[۱۳] بهداشت خوب دندان‌ها و بازرسی‌های منظم می‌تواند این عیب را کاهش دهد. بیشتر کامپوزیت‌های میکرو هیبرید و نانوهیبرید فعلی انقباض پلیمریزاسیون دارند که از ۲ تا ۳٫۵ درصد متغیر است. انقباض کامپوزیت را می‌توان با تغییر ترکیب مولکولی و کامپوزیت‌های بالک رزین کاهش داد.[۱۴] در زمینه مواد ترمیم‌کننده دندان، کاهش ضخامت کامپوزیت با برخی از موفقیت‌ها به دست آمده‌است.[۷] در میان جدیدترین مواد، رزین سیلوران کمترین انقباض ناشی از پلیمریزاسیون را در مقایسه با دی متیل اکریلات نشان می‌دهد.[۷]
- طول عمر: در بعضی شرایط، پرکننده‌های کامپوزیت ممکن است به خوبی پرکننده‌های آمالگام در طولانی مدت عمل نکنند به خصوص وقتی تحت فشار جویدن هستند یا اگر برای حفره‌های بزرگ استفاده شوند. (نگاه کنید به طول عمر و عملکرد بالینی زیر)
- مهارت و آموزش مورد نیاز: نتایج موفقیت‌آمیز در پر کردن کامپوزیت مستقیم مربوط به مهارت‌های دندان پزشک و روش قرار دادن است.[۷] به عنوان مثال، قرار دادن یک سد لاستیکی بین دندان و کامپوزیت برای دستیابی به طول عمر و نرخ پایین شکستگی شبیه به آمالگام در حفره‌های کلاس II بیشتر مورد نیاز است.[۱۵]
- خشک نگه داشتن منطقه کاری در دهان: دندان آماده باید کاملاً خشک (از بزاق و خون) باشد هنگامی که مواد کامپوزیتی پایه رزینداخل حفرهدندانی قرار داده می‌شود؛ که البته در برخی مواردخشک نگه داشتن دندان‌های دندانه ای (مولر) دشوار است. به‌طور کلی در حین درمان و پرکردن حفره‌های دندانی خشک نگه داشتن آن‌ها بسیار سخت و البته حائز اهمیت است.[۱۶]
- زمان و هزینه: با توجه به برنامه‌های گاه پیچیده و نیاز دندان به خشک بودن دائمی در حین درمان، ترمیم کامپوزیت ممکن است تا ۲۰ دقیقه طولانی‌تر از بازسازی دندان با آمالگام باشد.[۱۶] که این مدت زمان طولانی‌تر ممکن است برای کودکان سخت باشد و دندان پزشک را به زحمت بیشتری بیندازد. با توجه به زمان طولانی درگیری دندان پزشک، مبلغی که متخصص دندانپزشک برای بازسازی کامپوزیت می‌پردازد ممکن است بالاتر از بازسازی آمالگام باشد.[۱۷]
- پوشش بیمه محدود: برخی از برنامه‌های بیمه دندانپزشکی ممکن است هزینه بازپرداخت کامپوزیت تنها در دندان‌های جلو فراهم کنند که بازسازی آمالگام به‌طور خاص بر اساس شرایط زیبایی صورت می‌گیرد؛ بنابراین، بیماران ممکن است مستلزم پرداخت کل ترمیم ترمیم کامپوزیت در دندان خلفی باشند.[۱۶]

## کامپوزیت‌های آماده مصرف

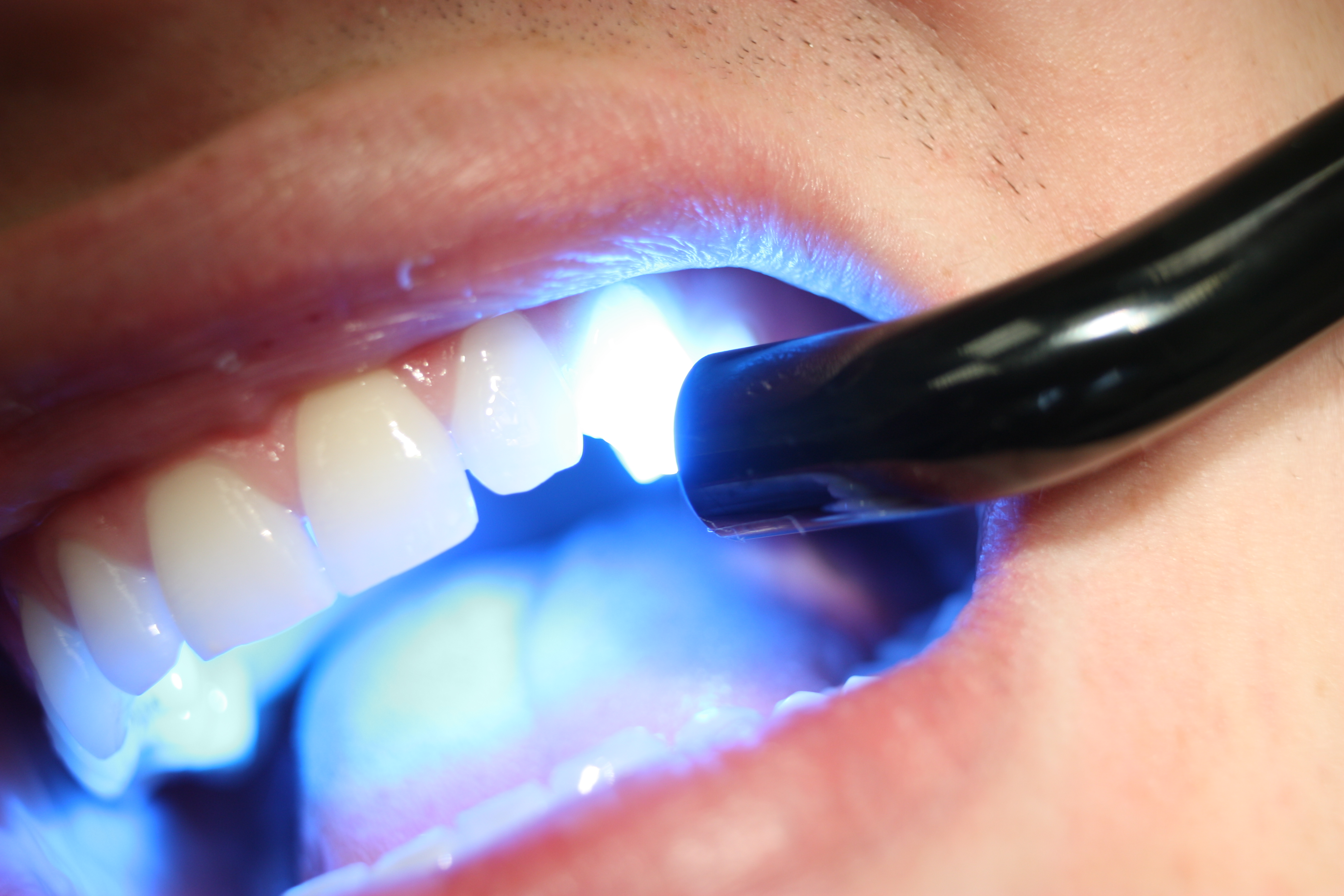
درمان اولیه دندان با کامپوزیت که نور آبی اولیه (λmax = ۴۵۰–۴۷۰ نانومتر) را برای تکمیل فرایندهای سخت شدن کامپوزیت اعمال می‌کند.

کامپوزیت آماده مصرف توسط دندانپزشک در محیط بالینی به راحتی تهیه و استفاده می‌شوند. پلیمریزاسیون به‌طور معمول به کمک یه دستگاه نور آبی که به راحتی با دست حمل می‌شود تکمیل می‌شود که طول موج‌های خاصی را که به آغازگر و کاتالیزور واکنش بستگی دارد، منتشر می‌کند. هنگام استفاده از نور، نور باید به اندازه نزدیک به سطح رزین نگه داشته شود، و نیز برای حفاظت از چشم عینک مخصوص استفاده شود.
کامپوزیت مستقیم دندان می‌تواند در این موارد مورد استفاده قرار گیرد:
- آماده‌سازی حفره‌های نیازمند پر شدن
- پر کردن شکاف (دیاستمی) بین دندان‌ها با استفاده از یک روکش پوسته
- ایجاد تغییرات جزئی در شکل دندان‌ها
- تاج‌های جزئی روی دندان‌های تک

### مکانیزم‌های سخت شدن رزین کامپوزیت
انواع مکانیزم‌های سخت شدن:
- سخت شدن با انجام واکنش‌های شیمیایی
- سخت شدن با تابش نور
- درمان دوگانه (هم واکنش‌های شیمیایی و هم واکنش‌های نوری)

کامپوزیت رزین سخت شده با واکنش شیمیایی یک سیستم دو تایی (پایه و کاتالیزور) است که وقتی کاتالیزگر و ماده رزین ترکیب می‌شود واکنش شروع می‌شود.
کامپوزیت رزین‌هایی که با نور سخت می‌شوند حاوی یک ماده هستند که با نور فعال می‌شود (به عنوان مثال کامفوروینون) و نیز یک شتاب‌دهنده واکنش که انجام آن و سرعت آن را کنترل می‌کند. فعال‌کننده موجود در کامپوزیت که با نور فعال شده‌است اتیل-آمینو اتیل متاکریلات (آمین) یا دیکتون است. آن‌ها هنگامی که در معرض نور در طول موج 400-500 nm قرار بگیرند، فعال می‌شوند؛ یعنی منطقه آبی از طیف نور مرئی. کامپوزیت رزین‌ها به نور محیط حساس هستند و بنابراین نباید در معرض نور طبیعی قرار بگیرند در غیر این صورت ممکن است پلیمریزاسیون آن‌ها قبل از شروع واکنش اصلی انجام شود.
کامپوزیت رزین دوگانه هم حاوی فعال کننده‌های نوری و هم حاوی و شتاب‌دهنده‌های شیمیایی است که اجازه می‌دهد مواد را حتی در مواجهه با نور ناکافی برای انجام واکنش تنظیم کنند.
مهار کننده‌های پلیمریزاسیون شیمیایی (به عنوان مثال منومیت اتر هیدروکینون) به کامپوزیت رزین اضافه می‌شوند تا از پلیمریزاسیون مواد در طی ذخیره‌سازی جلوگیری شود و عمر مفید آن افزایش یابد.

### طبقه‌بندی کامپوزیت رزینبر اساس ویژگی‌های مصرفی
این طبقه‌بندی کامپوزیت رزین را به سه دسته گسترده تقسیم می‌کند:
- کامپوزیت مایع: سازگاری مایع، برای ترمیم‌های بسیار کوچک استفاده می‌شود
- کامپوزیت بسته‌بندی شده: سخت‌تر، مواد چسبناک بیشتر برای استفاده در دندان‌های خلفی.

کامپوزیت‌های مایع: کامپوزیت‌های قابل انعطاف یک زیرمجموعه نسبتاً جدیدتر از مواد کامپوزیتی رزین هستند که از اواسط دهه ۱۹۹۰ آغاز شده‌است. در مقایسه با کامپوزیت‌های جهانی فلوگوس‌ها دارای محتوای پرکننده کم (۳۷–۵۳٪) هستند که در نتیجه سهولت مصرف، چسبندگی پایین، مقاومت فشاری، مقاومت در برابر سایش و انقباض پلیمریزاسیون بیشتر را نشان می‌دهد. با توجه به خواص مکانیکی ضعیف، کامپوزیت‌های جریان پذیر باید با احتیاط در مناطق دارای استرس زیاد استفاده شوند. با این حال، به علت خواص خنک‌کننده مناسب، می‌تواند سطوح مینا و دندان را به‌طور دقیق تطبیق دهد.
کامپوزیت‌های بسته‌بندی شده: کامپوزیت بسته‌بندی شده در دندان‌های خلفی مورد استفاده قرار می‌گیرد. برخلاف کامپوزیت جریان پذیر، آن‌ها ویسکوزیته بالاتری را نشان می‌دهند و به این ترتیب نیروی بیشتری را به دلیل استفاده از مواد به داخل حفره آماده می‌کنند. ویژگی‌های رفتاری آن‌ها بیشتر شبیه به آمالگام است، زیرا نیروی بیشتری لازم است تا ماده را به داخل حفره محکم کند؛ بنابراین، آن‌ها را می‌توان به عنوان «آمالگام دندان رنگ» در نظر گرفت. ویسکوزیته افزایش یافته با یک ماده پرکننده بالاتر (> ۶۰٪ با حجم) بدین ترتیب باعث می‌شود که ماده سخت‌تر و مقاومت بیشتری در برابر شکستگی ایجاد شود که دو ویژگی ایدئال برای مواد مورد استفاده در منطقه خلف دهان است. برای رفع هر گونه کمبود حاشیه، استفاده از یک لایه کامپوزیت جریان پذیر در پایه حفره در هنگام استفاده از ترمیم کامپوزیت خلفی کلاس II هنگام استفاده از کامپوزیت بسته‌بندی شده حمایت شده‌است.

## کامپوزیت‌های غیرآماده دندانی
کامپوزیت غیر آماده مصرف در خارج از دهان تهیه می‌شود.  کامپوزیت‌های غیرمستقیم می‌توانند سطوح پرکنندهٔ بالاتری داشته باشند، برای مدت زمان بیشتری ماندگار می‌شوند و انقباض ترمیم می‌توند با روش بهتر انجام شوند. در نتیجه، آن‌ها کمتر مستعد تنزل انقباضی و شکاف‌های حاشیه ای هستند
کامپوزیت هایغیر آماده دندانی می‌توانند در موارد زیر مورد استفاده قرار گیرند:
- درحفره‌های دندان‌ها، به عنوان پر کننده
- پر کردن شکاف (دیاستمی) بین دندان‌ها با استفاده از یک روکش پوسته
- تغییر شکل دندان‌ها
- تاج‌های کامل یا جزئی در دندان‌های تک
- پل‌ها دارای ۲–۳ دندان

با این روند یک محصول قوی تر، سخت‌تر و با دوام تر در اصل انتظار می‌رود.

## طول عمر و عملکرد بالینی

### کامپوزیت آماده مصرف در مقابل آمالگام
بقای بالینی ترمیم‌های کامپوزیتی قرار داده شده در دندان‌های خلفی در محدوده ترمیم‌های آمالگام قرار دارد و بعضی مطالعات نشان می‌دهد که زمان بقا کمتری یا کمی بالاتر نسبت به ترمیم آمالگام. پیشرفت در تکنولوژی کامپوزیت و تکنیک کاربرد، کامپوزیت‌ها جایگزین بسیار خوبی برای آمالگام است، در حالیکه استفاده از آن در ترمیم‌های بزرگ و در شرایط بسته شدن کاسپی هنوز بحث می‌شود.
بر اساس یک مقاله بررسی ۲۰۱۲ توسط Demarco و همکاران. با پوشش ۳۴ مطالعات بالینی مرتبط، "۹۰٪ از مطالعات نشان می‌دهد که میزان شکست سالانه بین ۱ تا ۳٪ می‌تواند با ترمیم‌های کامپوزیتی خلفی (عقب) کلاس‌های I و II بسته به تعریف شکست و با چند عامل مانند به عنوان نوع و محل دندان، اپراتور [دندانپزشک]، و عناصر اجتماعی-اقتصادی، جمعیت شناختی و رفتاری ". این مقایسه با میانگین نرخ شکست سالانه ۳٪ در گزارش بررسی ۲۰۰۴ توسط منهارت و همکاران گزارش شده‌است. برای ترمیم آمالگام در حفره‌های استرس زخم خلفی.
بررسی Demarco دریافت که دلایل اصلی شکست ناپذیر ترمیم کامپوزیت خلفی عبارتند از پوسیدگی ثانویه (یعنی حفره‌هایی که پس از ترمیم ایجاد می‌شوند)، شکستگی و رفتار بیمار، به‌خصوص برکسیسم (سنگ زنی / خرد کردن).) علل شکست در ترمیم آمالگام گزارش شده در Manhart و همکاران. بررسی همچنین شامل پوسیدگی ثانویه، شکستگی (از آمالگام و / یا دندان)، و همچنین برانگیخته شدن گردن رحم و غربالگری حاشیه ای است. Demarco و همکاران. بررسی‌های انجام شده در زمینه ترمیم کامپوزیت اشاره کرد که عوامل بیمار بر طول عمر ترمیم‌ها تأثیر می‌گذارند: در مقایسه با بیماران با سلامت عمومی دندان، بیماران با سلامت دندانپزشکی فقیر (احتمالاً به علت ضعف دندانپزشکی، رژیم غذایی، ژنتیک، فراوانی بررسی دندانپزشکی و غیره) نرخ خرابی ترمیم‌های کامپوزیتی به علت انقباض پس از آن. عوامل اجتماعی و اقتصادی نیز نقش بازی: «[؟ قشر]. افرادی که همیشه در فقیرترین استراتوس [کذا] از جمعیت زندگی کرده بود شکست ترمیم بیش از کسانی که در ثروتمندترین لایه زندگی می‌کردند»
تعریف شکست در مطالعات بالینی ممکن است بر آمار گزارش شده تأثیر بگذارد. Demarco و همکاران note: "ترمیم یا اصلاحات ناقص که نقایص‌های کوچک را به نمایش می‌گذارد، با جایگزینی توسط اکثر پزشکان به طور مرتب درمان می‌شوند. به همین دلیل، سالهاست که جایگزینی ترمیمهای معیوب به عنوان شایع‌ترین درمان در عمل دندانپزشکی عمومی گزارش شده‌است. . " Demarco و همکاران دریافتند که هنگامی که ترمیم‌های ترمیم شده و جایگزین شده در یک مطالعه به عنوان خرابی طبقه‌بندی شده‌اند، نرخ شکست سالانه ۱٫۹٪ بود. با این حال، هنگامی که ترمیم‌های ترمیم شده به جای شکست‌ها به عنوان موفقیت‌ها طبقه‌بندی شدند، AFR به ۰٫۷٪ کاهش یافت. اصلاح کردن نقص‌های جزئی قابل اصلاح، به عنوان موفقیت، به جای خرابی، قابل توجیه است: «هنگامی که یک ترمیم جایگزین شود، مقدار قابل توجهی از ساختار دندان صحی برداشته می‌شود و آماده‌سازی [سوراخ] افزایش می‌یابد». با استفاده از تعریف باریک از شکست، طول عمر گزارش شده از ترمیم‌های کامپوزیت بهبود می‌یابد: ترمیم کامپوزیت اغلب می‌تواند به راحتی تعمیر یا بدون حفاری و جایگزین کل پر کردن را گسترش دهد.  کامپوزیت رزین‌ها به دندان‌ها و مواد کامپوزیت پیشین آسیب می‌رساند. در مقابل، پر کردن آمالگام در جای خود با شکل خالی پر می‌شود و نه از طریق چسبندگی. این به این معنی است که اغلب لازم است که تمرین کامل و ترمیم آمالگام را به جای آمالگام باقی مانده انجام دهید.
انتظار می‌رود که روش غیرمستقیم هزینه ای منجر به عملکرد بالینی بالاتری شود، اما این در همه مطالعات دیده نمی‌شود. یک مطالعه انجام شده در طول دوره ۱۱ ساله، میزان شکست مشابهی از پرکردن کامپوزیت مستقیم و تزریق کامپوزیت‌های غیرمستقیم را گزارش می‌دهد. مطالعه دیگری نتیجه می‌گیرد که اگرچه میزان شکست کمتری از ورودی‌های کامپوزیت وجود دارد، این امر ناچیز خواهد بود و به هر حال کوچکتر است تا تلاش اضافی روش غیرمستقیم را توجیه کند. همچنین در مورد سرامیکها، میزان بقاء به‌طور قابل توجهی بالاتر از مقادیر مستقیم کامپوزیت قابل شناسایی نیست.